# 大風吹 (歌曲)
〈大風吹〉是台灣獨立搖滾樂團草東沒有派對的首張錄音室專輯《醜奴兒》中的第5首歌曲。2015年7月7日，歌曲最初在台灣線上音樂平台街聲上發佈demo版本。2016年2月19日，歌曲正式版包含在專輯《醜奴兒》內發行。2017年，草東沒有派對以此歌曲入圍第28屆金曲獎年度歌曲獎和最佳作曲人獎，並獲頒年度歌曲獎。2018年2月14日，由樂團前鼓手劉立導演拍攝的音樂錄影帶在YouTube上發佈。

## 詞曲詮釋
歌曲主軸是不斷重複的四個句子：
「哭啊，喊啊，叫你媽媽帶你去買玩具啊/

快、快拿到學校炫耀吧，孩子，交點朋友吧/

哎呀呀，你看你手上拿的是什麼啊/

那東西我們早就不屑啦，哈哈哈」
在批判校園霸凌的同時也諷刺社會所謂的「主流價值」不斷改變，人們不斷追趕潮流卻被嘲笑。歌曲開頭「大風吹著誰，誰就倒楣，每個人都想當鬼」來自一種與歌曲同名的團體遊戲「大風吹」，當「鬼」的人有發號施令權，逐漸地把「資格不符者」淘汰，就像孩子拿著過時的玩具被嘲笑、霸凌。
主唱巫堵說：「大風吹是小時候大家都玩過的遊戲，有其規則。每個人小時候都有經驗，這樣的社會狀態、社會生活、學校規則，即使長大還是在發生，蠻諷刺的。」

## 迴響
〈大風吹〉在Spotify台灣排行榜最高達到了第9名。截至2020年4月19日，歌曲demo版已在街聲上達到了214,727次收聽，音樂錄影帶在YouTube上獲得了5,410,374次觀看。

### 評論
Yahoo新聞的夏邦明認為「不同於其他歌曲的浪漫愛情，這首歌所營造的是90年代的喘不過氣，沒有半點愛情的刻畫，但卻是這個世代人們常有的經歷。」《ELLE》台灣編輯評論：「沉靜感性與撕聲吶喊起伏交錯的歌聲、一針見血發人深省的歌詞，彷彿心臟被隕石擊中般令人震撼，徹底為青年世代發出吶喊與怒吼，呼應台灣近年社會氛圍」。

### 獎項
| 年份 | 頒獎典禮                         | 獎項             | 入圍者     | 結果 | 參考   |
| ---- | -------------------------------- | ---------------- | ---------- | ---- | ------ |
| 2016 | 金音獎                           | 最佳搖滾單曲獎   | 〈大風吹〉 | 獲獎 | [ 11 ] |
| 2017 | 中華音樂人交流協會十大單曲暨專輯 | 2016年度十大單曲 | 〈大風吹〉 | 獲獎 | [ 12 ] |
| 2017 | 第28屆金曲獎                     | 年度歌曲獎       | 〈大風吹〉 | 獲獎 | [ 13 ] |
| 2017 | 第28屆金曲獎                     | 最佳作曲人獎     | 〈大風吹〉 | 提名 | [ 13 ] |